# Río Rangitikei
El río Rangitikei es el quinto río más largo de Nueva Zelanda, con una longitud de 185 kilómetros. El río empieza y desemboca en la región de Manawatu-Wanganui en el este de la Isla Norte, pero dos pocos están en las regiones vecinas de Waikato e Hawke’s Bay. Su curso es rural y mucho no es poblado, e el origen de su nombre es desconocido. 
Su fuente está a la altitud de 1.100 metros en las Montañas de Kaimanawa en el norte de la región de Manawatu-Wanganui, afuera del Parque de Bosque de Kaimanawa. Corre al sur e entra la región vecino de Waikato e es brevemente la frontera entre las dos regiones antes de volver a Manawatu-Wanganui. Más al sur el Rangitikei es la frontera entre Manawatu-Wanganui e Hawke’s Bay. La primera localidad al lado del río es Mangaweka, una aldea, y entonces la villa de Bulls. Después de la comunidad de Tangimoana el Rangitikei desemboca al Mar de Tasmania.